# Sanctuaire de Notre-Dame du Bout-du-Puy
 (juillet 2020).
Le sanctuaire de Notre-Dame du Bout-du-Puy est un sanctuaire marial sis à Valentine, commune du département de la Haute-Garonne en France.

## Description
Notre-Dame du Bout-du-Puy est le sanctuaire le plus important dédié à la Vierge Marie dans la région de Saint-Gaudens.
Avant la construction d'un oratoire et de la première chapelle, il a toujours existé une construction sur cette colline, c'était une cabane destinée à défendre de l'orage les bergers et leurs troupeaux.

## Historique
La première construction était un oratoire avec une niche dans laquelle était placée une statue de la Vierge Marie : « Notre-Dame des Agonisants ».

### XVIIesiècle
Lors du XVIIe siècle, Valentine avait été ravagé par la peste qui avait décimé les trois quarts de la population. Les survivants formèrent le vœu de monter en procession le premier dimanche du mois de mai pour implorer la miséricorde divine par l'intercession de Notre-Dame des Agonisants.
Aussitôt le vœu exécuté la peste cessa ses ravages.
Tous les habitants de la contrée joints à ceux de Valentine firent des dons pour bâtir une chapelle.
Le pape Innocent XI accorda une indulgence à tous ceux qui s'y rendraient le lundi de Pentecôte et le jour de la nativité de la Vierge Marie.
La construction de la première chapelle date de la fin du XVIIe siècle.

### Époque contemporaine
En 1794, la chapelle a été détruite lors de la Révolution.
La seconde chapelle fut reconstruite à partir de 1818 et terminée à la fin du XIXe siècle, elle a été dédiée à Notre-Dame de Pitié.
Vers 1875, un oratoire est réalisé sous le porche. La tourelle carré située au nord sert de clocher. Au sud, un modeste logement avec jardin avait été construit pour les ermites s'occupant de l'entretien de la chapelle.
Le chemin permettant de rejoindre le sanctuaire est parsemé d'un monument du chemin de croix à chaque lacet.
Chaque année le lundi de Pentecôte est célébré par l'archevêque de Toulouse.

### Monuments de la Crucifixion
En face de la chapelle est placée la représentation de la Crucifixion.
- Sur le socle de la croix avec le Christ placé au centre est écrit en latin : " O crux, ave, spec unica, Mundi salus et gloria. Auge piis justitiam. Reisque dona veniam. 1858 " signifiant en français : " Salut, ô croix, unique espérance, gloire et salut du monde. Augmente la grâce des justes, et efface les fautes des pêcheurs. "
- Sur le socle de la croix placé à droite est écrit : " Ce monument a été donné par Jean Campet décédé le 24 juillet 1849. "

### Chapelle Notre-Dame du Bout-du-Puy

#### Le porche
Sous le porche est placé un oratoire avec une réplique de la pietà polychrome vénérée depuis des siècles dans le sanctuaire.
La pietà a été sculptée à l'identique, dans un tronc de pommier, par M. André Delcros, tailleur de pierre à la retraite à Valentine, au cours de l'hiver 2004 - 2005, et il a offert cette statue à l'association des Amis du Bout du Puy.
La statue a été bénite par l'archevêque de Toulouse, Émile Marcus, le 28 mars 2005 lors du pèlerinage du lundi de Pâques avant d'être placée dans cette niche. Elle doit permettre aux pèlerins de passage de se recueillir et solliciter l'intercession de la Vierge Marie, auprès de son divin fils Jésus-Christ, tout spécialement en faveur des personnes malades ou en difficulté, de quelque ordre que ce soit.
Tout en facilitant cette démarche, elle permet de soustraire à la convoitise de personnes indélicates ou mal intentionnées, la statue d'origine, précieusement conservée par l'association.
"À Jésus par Marie"
Que Dieu bénisse tous ceux et toutes celles qui viendront prier au pied de la statue, l'artiste qui l'a réalisée, ainsi que tous ceux lui sont chers.

## Galerie

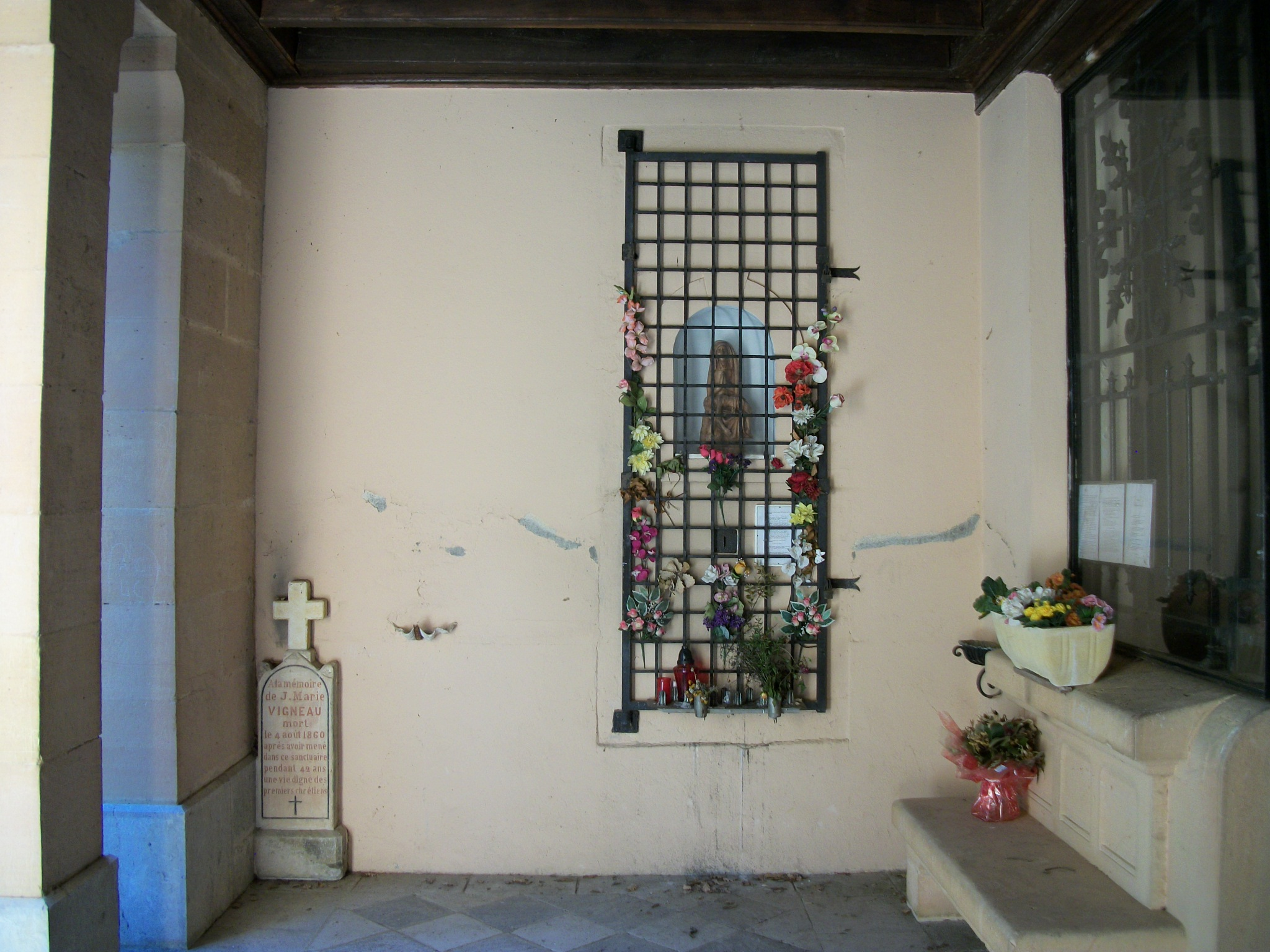
Oratoire avec une Piétà
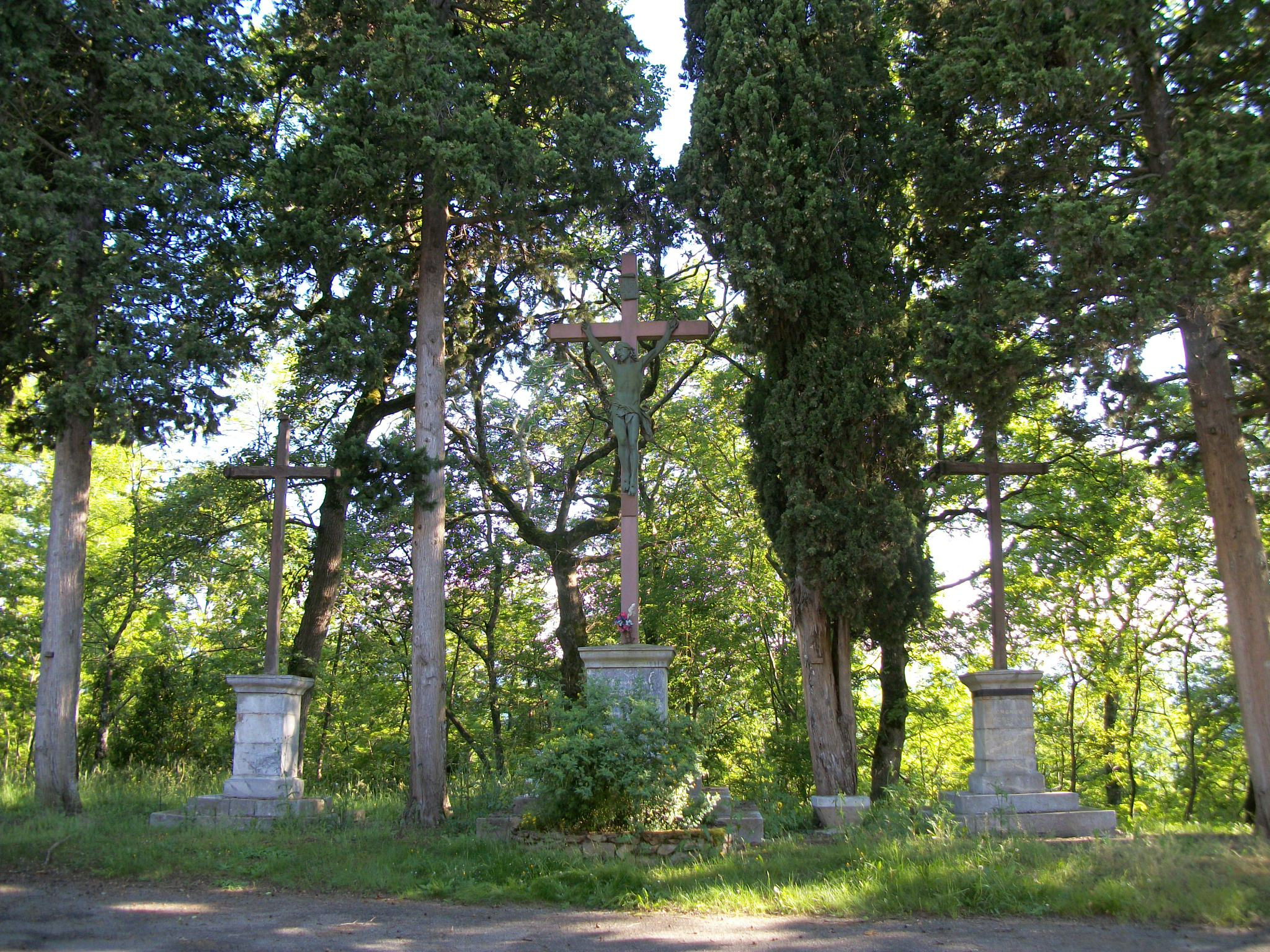
Représentation de la Crucifixion
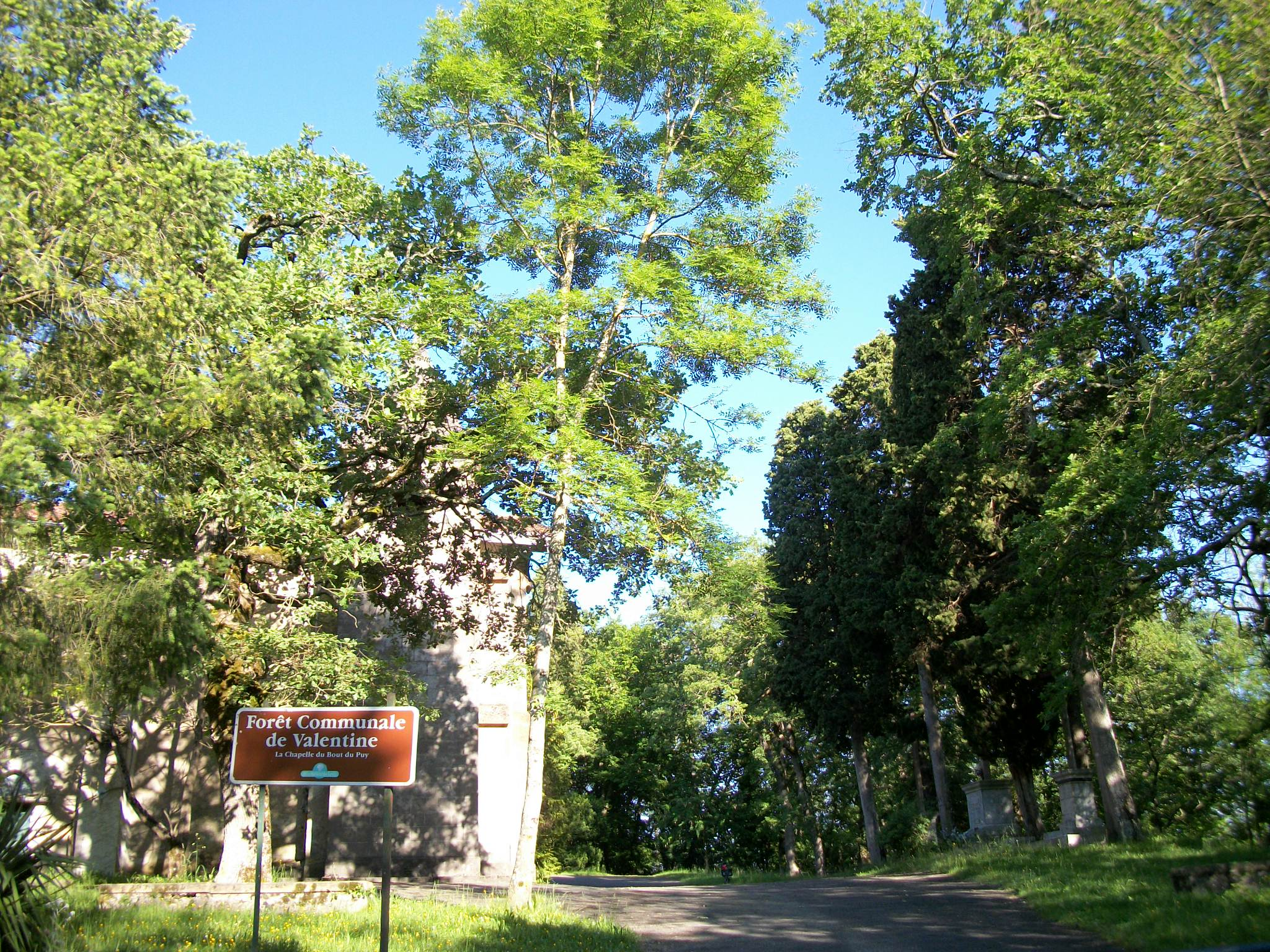
Entrée du sanctuaire